# ژلکو فرانولویچ
ژلکو فرانولویچ (کرواتی: Željko Franulović؛ زادهٔ ۱۳ ژوئن ۱۹۴۷) یک تنیس‌باز اهل کرواسی است.